# Казанка (Любинский район)
Каза́нка — село в Любинском районе Омской области России. Административный центр Казанского сельского поселения.

## История
Село образовано в 1934 году путём объединения нескольких немецких хуторов в колхоз имени К. Либкнехта.

## Население
| 2010 |
| ---- |
| 749  |

Динамика численности населения
| год       | 1970 | 1979 | 1989 |
| --------- | ---- | ---- | ---- |
| население | 947  | 876  | 920  |

### Национальный состав
Согласно результатам переписи 2002 года, в национальной структуре населения русские составляли 66 %, немцы — 26%.